# Vi-taal
Vi-taal is een stichting uit Den Haag die gebarentaal-gerelateerde producten verkoopt. Het is in 1985 opgericht door Ruud Janssen en Tony Bloem als een ontwerpbureau voor visuele communicatie. De medewerkers ontwikkelden gebarenboeken, video's, lesmaterialen en voorlichtingsmiddelen voor doven. 
In 1987 waren de truien met een afbeelding van het handgebaar 'I Love You' snel uitverkocht. Het was het meest succesvolle product sinds de oprichting.  
Een van de uitgegeven boeken is De taal van doven in Nederland. In 1993 werd dit boek beloond met de KIJK / Wetenschapsweekprijs. Dit boek is reeds voor de vierde keer herdrukt. 
Verder werden nieuwe producten ontwikkeld zoals Nederlandstalige films met gebarentaal, en lesmateriaal voor ouders en jonge kinderen.  
Door medewerking van de gemeente Den Haag werd een proefproject met teletolken mogelijk gemaakt. Doven konden voor een gesprek met een ambtenaar in een speciale ruimte op het gemeentehuis een tolk gebarentaal bellen via een beeldtelefoon, zodat deze op afstand kan meeluisteren/kijken en het gesprek vertalen voor de dove.
De stichting verkoopt daarnaast ook zelf beeldtelefoons aan doven en bedrijven.